# SimCity Social
SimCity Social — умовно безкоштовна відеогра — симулятор містобудування, є продовженням серії ігор SimCity та розроблена як онлайн-гра для соціальної мережі Facebook, що дозволяє користувачеві розвивати місто та взаємодіяти з містами, створеними друзями facebook. Розробкою гри займалися студії Maxis та Playfish, випуском, компанія Electronic Arts. Гра була вперше представлена на виставці Electronic Entertainment Expo 2012, 4 червня 2012 року, вихід відбувся 25 червня.
14 червня 2013 року, Electronic Arts припинила підтримку гри у facebook поряд  із The Sims Social та Pet Society, щоб перенаправити ресурси на нові й популярніші на той момент проєкти.

## Ігровий процес
Симулятор пропонував будувати місто, розвивати його інфраструктуру. Гравець не повинен слідувати заготовленим сценарієм розвитку і міг вільно будувати місто відповідно до своїх капризів і бажань. Ігровий екран є ізометричною псевдотривимірною проєкцією. На відміну від звичних комп'ютерних версій SimCity, у грі не було макроменеджменту, натомість гравець повинен дбати про те, щоб місто видобувало, виробляло та обробляло необхідні ресурси, щоб з них далі будувати місто, заводи та розширювати територію. Ресурси також можна було придбати за реальну валюту та виконання квестів. Гравець міг також продавати та купувати ресурси в інших гравців. У грі періодично з'являлися тимчасові квести, виконуючи їх, гравець отримував особливі нагороди та доступ до будівництва нових будівель.

## Розробка
Ідея про створення браузерної версії SimCity прийшла після великого успіху гри CityVille 2010 року випуску. Над створенням гри в основному працювала студія Playfish, також у розробці брали участь кілька дизайнерів зі студії Maxis, які пізніше використали свій досвід, під час створення основної відеогри серії SimCity. Передбачалося, що нова гра зможе конкурувати з CityVille та перетягне до себе частину її гравців. Розробники вирішили зробити акцент на динамічному розвитку міста, наприклад, будівлі можуть самі модернізуватися залежно від дій гравця, або ж жителі почнуть протестувати, якщо їх не забезпечувати необхідними благами. Було вирішено зробити особливий акцент на спілкуванні з іншими гравцями та взаємодії зі своїми містами. Також розробники відмовилися від макроменеджменту на користь видобутку ресурсів відповідно до freemium-моделі гри. Графіка гри та візуальні ефекти нагадують SimCity 3000 1999 року випуску.

## Критика
Гра отримала переважно позитивні оцінки критиків. Так Майк Фахей з Kotaku зауважив, що навіть всупереч тому, що SimCity Social позбавлена тієї економічної глибини, якою наділені ігри SimCity для комп'ютерів, вона миттєво затягує гравця, спонукаючи його знову і знову повертатися і далі будувати місто. Гра виглядає яскраво і має безліч красивих декорацій, які дозволять гравцеві облаштовувати місто відповідно до своїх смакових уподобань. Проте Майк не оцінив, що гра прив'язана до Facebook, бажаючи бачити її також інших платформах. Світлана Карачарова з Ігри@Mail зауважила, що попри наступність гри в лінійці SimCity, SimCity Social фактично все вкрала із CityVille аж «до меню управління, кольору коробок або оформлення іконок». Спочатку прості сюжетні лінії захоплюють гравця, але згодом виконання квестів стає нудніше. Проте від CityVille гру відрізняє необхідність грамотно розставляти будівлі та об'єкти інфраструктури, оскільки близькість будівель з парками, школами та музеями, наприклад підвищує престижність району, а близькість до фабрик навпаки. З одного боку, гра має гарний і яскравий дизайн, але з іншого боку виглядає вторинною, а її квести - нудними.